# Villa humilis
Villa humilis – gatunek muchówki z rodziny bujankowatych i podrodziny Exoprosopinae. Zamieszkuje zachodnią Palearktykę.

## Taksonomia
Gatunek ten opisany został po raz pierwszy w 1831 roku przez Johanna Friedricha Ruthego pod nazwą Anthrax humilis. Lokalizacja typowa znajduje się w Niemczech.

## Morfologia
Muchówka o ciele długości od 6,5 do 9,5 mm. Niemal kulista głowa ma między łuskami na twarzy czarne owłosienie. Tułów jest krótki, lekko wypukły na przedzie i wyraźnie spłaszczony z tyłu. Łuski na tułowiu są złociste i przylegające. Kolor szczecinek na guzach zaskrzydłowych i tarczce jest biały. Brunatna łuseczka skrzydłowa ma biały rąbek przy krawędzi. Żółte łuski wyrastają na tegulach i bazykoście. Skrzydło ma przedni brzeg, obie komórki podstawowe, komórkę dyskoidalną oraz pierwszą komórkę radialną przejrzyste lub zażółcone. Ubarwienie przezmianek jest brunatnożółte, ciemniejsze niż włosków u podstawy odwłoka. Odwłok jest krótki i szeroki, czarny z przepaskami u samicy ubarwionymi bladożółto, a u samca szaro. U samca przepaski na tergitach od drugiego do czwartego zajmują połowę długości, a na tergitach szóstym i siódmym całą ich długość. Boki tergitów u obu płci owłosione są biało. Wierzchołek odwłoka u samicy ma wieniec długich, zakrzywionych szczecinek.

## Ekologia i występowanie
Owady dorosłe latają w pełnym słońcu i chętnie odwiedzają kwiaty, celem żerowania na nektarze. Aktywne są od czerwca do lipca. Jaja składane są do gleby. Larwy są pasożytami gąsienic motyli nocnych.
Gatunek zachodniopalearktyczny, znany z Hiszpanii, Francji, Belgii, Niemiec, Włoch, Polski, Czech, Słowacji, Węgier, Ukrainy, Rumunii, Serbii, Grecji oraz Cypru.
Na „Czerwonej liście zwierząt ginących i zagrożonych w Polsce” umieszczony został jako gatunek o niedostatecznie rozpoznanym statusie (DD).